# غلين مكوين
غلين جون ماكوين (بالإنجليزية: Glenn John McQueen)‏ (ولد 24 ديسمبر 1960 - 29 أكتوبر 2002) كان رساما في بيكسار وكان الرسام المشرف على الأفلام حياة حشرة و حكاية لعبة 2 و شركة المرعبين المحدودة.
له مقولة (لدي أفضل وظيفة في العالم، بلا أسئلة، الكل يجب أن يكون غيورا، لذا هذا عملك الذي تريد).
هو عضو في أكاديمية فنون وعلوم الصور المتحركة في هوليوود. متزوج وعنده ابنة.

## موته
في 29 أكتوبر 2002، مات ماكوين بسبب سرطان الجلد في بيركيلي، كاليفورنيا بعمر 41. حدثت الوفاة أثناء تحضير فلم البحث عن نيمو وتم إهدائه إياه. زميله السابق دفع لأجل تقديره بتسمية الشخصية الرئيسية في فيلم كارز لايتنينج ماكوين على اسمه.

## روابط خارجية
- غلين مكوين على موقع IMDb (الإنجليزية)
- غلين مكوين على موقع قاعدة بيانات الفيلم (الإنجليزية)
- غلين مكوين على موقع كينوبويسك (الروسية)